# Wallace Collection (groupe)
The Wallace Collection est un groupe de pop rock belge. Il est formé en 1969 par Sylvain Vanholme (qui participera au trio Two Man Sound dans les années 1970), Marc Hérouet, Raymond Vincent, Freddy Nieuland, Christian Janssens et Jacques Namotte, et séparé en 1971.
Genesio Di cesare est décédé le 23 octobre 2024

## Origine du nom
Le groupe tire son nom du célèbre musée londonien Wallace Collection, situé près des studios d'EMI.

## Biographie
Le groupe Wallace Collection se rend célèbre grâce à la chanson Daydream (classée 1re en Belgique), tirée de l'album Laughing Cavalier enregistré en 1969 à Abbey Road, les fameux studios des Beatles, et dont le refrain s'inspire du final du Lac des cygnes de Piotr Ilitch Tchaïkovski. 
Ils se produisent sur la tournée de Joe Dassin, en vedette américaine.
En 1970, The Wallace Collection compose la musique du film La Maison, de Gérard Brach avec Michel Simon, puis l'année suivante la musique de deux films de Sergio Gobbi : Un beau monstre et Les Intrus, avec Charles Aznavour. Ils interprètent à cette occasion des chansons composées par Georges Garvarentz et Charles Aznavour : Stay et My Way of Loving You. Après de nombreux concerts et de nombreuses apparitions télévisuelles, le groupe finit par se dissoudre en 1971.
En 1980, Freddy Nieuland tente de nouveau de reformer le groupe avec, entre autres, Gino Malisan à la basse, Jean-Luc Leredotté aux claviers, Marc Mauer et Genesio Di cesare à la guitare sur Take life with a grin. Un album est enregistré, et quelques concerts de promotion réalisés dans la foulée. Certaines de ces apparitions se feront en ouverture des concerts de Jaïro (Les Jardins du ciel) qui «cartonne» vraiment cette année-là. Cette équipe accompagnera Jaïro pendant ses tours de chant jusqu'en 1984, tout en ouvrant le spectacle pour son propre compte.
La folie engendrée par des versions de Daydream de plus de 15 minutes inquiétera parfois les organisateurs et les services de sécurité à cause des mouvements de foule pendant le final et agacera souvent celui qui devait succéder à Wallace Collection tout en restant avec le groupe sur scène pour son propre spectacle. Ce projet capotera en 1984, mais entre-temps, plusieurs centaines de concerts (Olympia, Bobino, tournée La Dépêche du Midi, podium Europe 1, podium Ricard) auront eu lieu, au cours desquels Freddy Nieuland abandonnait régulièrement sa batterie pour vocaliser avec la guitare hard rock de Marc Mauer sur le devant de la scène. 
En 2003, le duo de synthpop de Sheffield I Monster propose une relecture de Daydream sur son album Neveroddoreven, intitulée Daydream in Blue. En 2006, les principaux membres du groupe reprennent contact, mais le batteur du groupe, Freddy Nieuland, meurt le 10 janvier 2008, à l'âge de 63 ans, des suites d'une longue maladie.

## Discographie
- 1969 : Laughing Cavalier
- 1970 : Serenade
- 1981 : Tax Vobiscum/Take Life With a Grin